# Хайлигенштедтен
Хайлигенштедтен (нем. Heiligenstedten) — община в Германии, в земле Шлезвиг-Гольштейн. 
Входит в состав района Штайнбург. Подчиняется управлению Итцехё-Ланд.  Население составляет 1635 человек (на 31 декабря 2010 года). Занимает площадь 8,96 км².